# Anti-g-Anzug

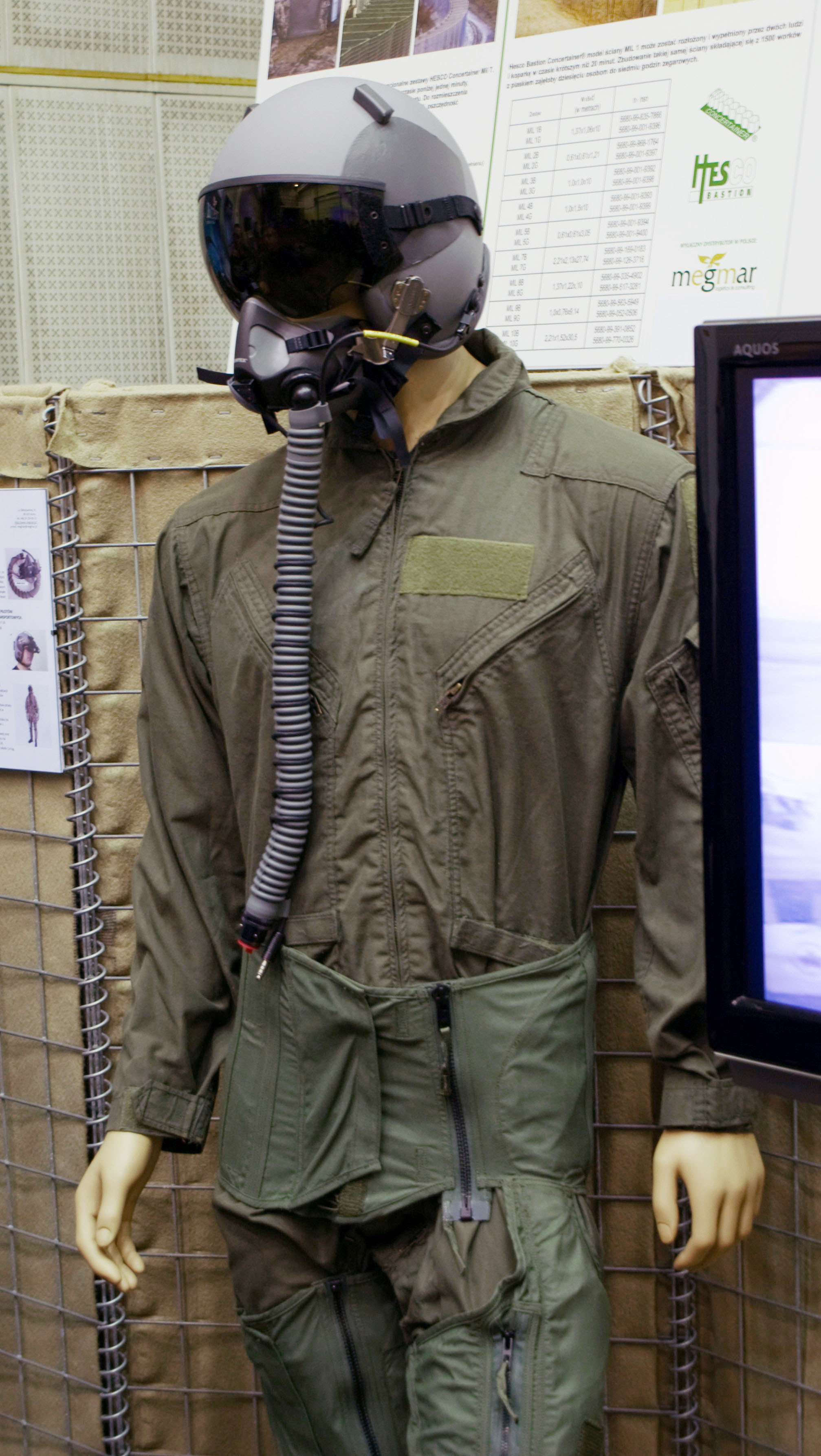
MSF830 „Anti-g-Anzughose“ und „Kummerbund-Überzug“ über dem Fluganzug

Ein Anti-g-Anzug ist ein Fluganzug für Flugzeugbesatzungen, um bei auftretenden hohen g-Kräften, z. B. im engen Kurvenflug, ein Absacken des Bluts zu begrenzen.

## g-Kräfte
Während beim unbeschleunigten Geradeausflug auf die Besatzung eines Flugzeugs lediglich die Schwerkraft wirkt, können beim Kurvenflug um ein Vielfaches höhere Fliehkräfte auftreten. Dies bedeutet für den Organismus bei positiven g-Kräften entlang der Vertikalachse (d. h. wenn man im Sitz schwerer wird) vor allem, dass das Blut aus den oberen Regionen des Körpers nach unten absackt. Hierbei muss das Herz für eine ausreichende Blut- und somit Sauerstoffversorgung des Gehirns und der Augen eine größere Leistung erbringen. Sind jedoch dessen – individuell unterschiedliche – Kapazitätsgrenzen überschritten, kann es durch die Sauerstoffunterversorgung zu Einschränkungen der Sehfähigkeit (Tunnelblick, Greyout, Blackout) oder gar zu einer völligen Bewusstlosigkeit (engl.: g-induced loss of consciousness – G-LOC) und somit zu einem Missionsabbruch und/oder zu Unfällen kommen.
Hohe g-Kräfte treten beispielsweise bei Flugrennen, beim Kunstflug und bei militärischen Flugprofilen (Luftkampf, Abfangmanöver nach Waffeneinsätzen usw.) auf.
Bis zu einem bestimmten Grad können Luftfahrzeugbesatzungen die negativen Effekte hoher g-Belastung unterdrücken oder verzögern. Neben einem entsprechenden Training erreichen sie dies zum Beispiel durch gezielte Muskelanspannung oder Pressatmung.
Unterstützt werden diese Maßnahmen durch technische Lösungen wie geneigt eingebaute Sitze, Pressbeatmung mit sauerstoffangereicherter Luft und Anti-g-Anzüge bzw. einer Kombination aus diesen Möglichkeiten.
Letztlich lassen sich Einschränkungen in der Leistungs- und Handlungsfähigkeit und eine schnelle Erschöpfung jedoch nicht völlig verhindern.

## Geschichte
Der Kanadier Wilbur R. Franks entwickelte an der University of Toronto zunächst mit dem Franks Flying Suit Mark II (FFS Mk II) 1940 einen flüssigkeitsgefüllten Anti-g-Anzug, bei dem sich Wasser zwischen zwei Gummischichten befand. Dieser wurde nach dem Einsteigen ins Flugzeug durch das Bodenpersonal befüllt. Eine operationelle Nutzung erfolgte jedoch nicht. 
Erst mit dem Modell FFS Mk III war ab 1944 – und somit noch im Krieg – eine Anti-g-Hose für den Einsatz in alliierten Kampfflugzeugen verfügbar. Diese Variante nutzte aufblasbare Gummibeutel, die in die Anti-g-Hose eingearbeitet waren und mit Druckluft aus einem im Flugzeug eingebauten Kompressor befüllt wurden. Die Erprobung beider Varianten erfolgte ab Herbst 1944 unter anderem bei der 339th und der 357th Fighter Group. Die Besatzungen stellten fest, dass die mit Wasser gefüllten Anti-g-Anzüge zu kalt waren. Daraufhin erfolgte der Versuch diese mit warmen Wasser zu füllen. Dies brachte auch keinen Erfolg, da das Wasser sehr schnell abkühlte. Daher bevorzugten die Besatzungen die luftgefüllten Anzüge. An der Entwicklung des Anti-g-Anzugs in den USA war der Mediziner Earl Howard Wood (Mayo Clinic) beteiligt.
Etwa zur gleichen Zeit arbeitete in Australien Frank Cotton an der Universität von Sydney ebenfalls an einem Anti-g-Anzug, der auf einem ähnlichen Prinzip wie Franks Mk III basierte. Dieser erreichte jedoch keine Einsatzreife.

## Funktionsweise
Ziel aller Anti-g-Anzüge ist, ein Absacken des Bluts in die untere Körperhälfte weitestgehend zu verhindern. Dies soll durch Druck auf die Gefäße, insbesondere im Bauch-, Ober- und Unterschenkelbereich erreicht werden. Aufgebaut wird dieser in Abhängigkeit von der anliegenden g-Belastung.

### Physikalische Erklärung
Die Komprimierung bestimmter Körperbereiche führen zu Querschnittsverengungen, die wiederum zum Anstieg des Blutdrucks des Piloten führen. Somit wird die Erhöhung der Resistenz des Kampfpiloten gegen die g-Kräfte beabsichtigt. D.h. durch die Verengung der Querschnittsfläche folgt aus dem Kontinuitätsgesetz, dass die Strömungsgeschwindigkeit des Blutes zunehmen muss. Dies wiederum führt dazu, dass der Anstieg der Geschwindigkeit eine Erhöhung des Blutdrucks zur Folge hat. 
{\displaystyle p={\frac {F}{A}}={\frac {F}{\operatorname {\dot {V}} \operatorname {/} {v}}}={\frac {F\cdot v}{\dot {V}}}}
{\displaystyle {\dot {V}}=} Volumenstrom
{\displaystyle v=} Strömungsgeschwindigkeit
Vor der Komprimierung gilt:
{\displaystyle p_{1}={\frac {F\cdot v_{1}}{\dot {V_{1}}}}}
Nach der Komprimierung gilt:
{\displaystyle p_{2}={\frac {F\cdot v_{2}}{\dot {V_{2}}}}}
mit {\displaystyle {\dot {V_{1}}}={\dot {V_{2}}}={\text{const.}}} aus dem Kontinuitätsgesetz und der Querschnittsverengung, also {\displaystyle A_{1}>A_{2}} folgt: {\displaystyle v_{1}<v_{2}}
Somit steigt der Druck mit zunehmender Strömungsgeschwindigkeit {\displaystyle v} an.

### Pressluftbetriebene Systeme
Bei pneumatischen Systemen wird Druckluft in Hohlräume (meist Gummiblasen) im Anti-g-Anzug eingeleitet. Diese wird entweder durch selbstständige Systeme erzeugt oder aus der Luftfahrzeug-Klimaanlage abgezapft.
Ein großer Nachteil ist, dass durch die Kompressibilität der Luft eine Verzögerung beim Druckaufbau entsteht und somit der Anti-g-Anzug seine optimale Wirkung nicht sofort erzielen kann. Bei schnell auftretenden hohen Belastungen („g-onset“) tritt unter Umständen der Blackout ein, bevor der für wirksame Gegenmaßnahmen erforderliche Druck erreicht ist.
Anti-g-Hosen, die ausschließlich auf Bauch und Beine wirken, sind die am häufigsten verwendeten Systeme. In zahlreichen westlichen Kampfflugzeugen fand die CSU-13B/P Anwendung, in Luftfahrzeugen russischer Bauart die PPK-1.
Weiterentwicklungen schlossen durch die zusätzliche Nutzung von Anti-g-Westen und -Socken weitere Körperteile mit ein.
Beispiele für kombinierte pneumatische Systeme sind
- das britische Aircrew Equipment Assembly (AEA) mit Anti-g-Hose, -Socken, -Weste und Pressbeatmung im britischen, italienischen und spanischen Eurofighter Typhoon[3],
- der schwedische Flygstridsdräkt 90 für die Saab JAS-39 Gripen[4],
- das Sustained Tolerance to Increased +Gz (STING)-System aus Kanada für die McDonnell Douglas F/A-18,
- das amerikanische Combined Advanced Technology Enhanced Design g Ensemble (COMBAT EDGE) für die McDonnell Douglas F-15 und die General Dynamics F-16 oder
- der russische VKK-6 als Ganzkörperanzug mit Anti-g-Socken.

### Flüssigkeitsgefüllte Systeme
Um die Nachteile der druckluftbetriebenen Systeme auszugleichen, griffen die Entwickler auf die Idee der flüssigkeitsgefüllten Anti-g-Anzüge zurück. In diesen wirkt auf den Piloten ständig der ihn umgebende Wasserdruck als Gegendruck zur g-Belastung, die damit theoretisch vernachlässigbar wäre. Bedingt durch die Bauweise (zum Beispiel die fehlende vollständige Abdeckung) ist dies jedoch in der Praxis nicht möglich. Dennoch wird durch diese Wirkungsweise eine erhöhte g-Resistenz und eine verbesserte Bewegungs- und Sprechfähigkeit auch unter hohen g-Belastungen erhalten.
Prominentestes Beispiel für flüssigkeitsgefüllte Systeme ist der in der Schweiz von Andreas Reinhard entwickelte Ganzkörperanzug Libelle (mittlerweile Libelle G-Multiplus genannt), der im deutschen und österreichischen Eurofighter genutzt wird. Der Anzug hat seinen Namen in Anlehnung an die Libellen erhalten, diese können während des Flugs problemlos g-Kräfte bis 30 g ertragen, da sie das Gehirn und die wichtigsten Organe mit einer Flüssigkeit umgeben.
Ein weiteres Beispiel der Verwendung von flüssigkeitsgefüllten Anti-g-Anzügen ist der 2009 entwickelte G-Race Suit, der von Piloten in der Red Bull Air Race World Championship getragen wird. Der G-Race Suit ist ein flüssigkeitsgefülltes und unabhängig arbeitendes Ganzkörper-g-Schutzsystem. Der Anzug ist für jeden Rennpiloten maßgeschneidert und kann durch ein Schnürsystem noch feiner justiert werden. Der G-Race Suit wurde durch die Red Bull Air Race GmbH in Kooperation mit Autoflug GmbH entwickelt und basiert auf dem mehrfach patentierten Libelle G-Multiplus.
Ein G-Race Suit besitzt vier so genannte Flüssigkeitsmuskel (Fluidmuscles/FM), welche mit Wasser gefüllt und verschweißt sind. Jeder Flüssigkeitsmuskel reicht von der Schulter bis zum Knöchel. Zwei Flüssigkeitsmuskel laufen vertikal an der Vorderseite entlang und zwei an der Hinterseite. Sie sind mit je ca. 1 Liter Wasser – insgesamt also 4 Liter – gefüllt. Ein solcher Anzug wiegt im Schnitt insgesamt ca. 6,5 kg und sein Stoff ist aus einem speziellen Mix aus Twaron und Nomex hergestellt. Der Gegendruckeffekt tritt ohne Verzögerung ein. Standardartige, pneumatische Anti-g-Anzüge haben bis zu 2 Sekunden Verzögerung, bevor sie ihre volle Wirkung erzielen können. Der Pilot nutzt den G-Race Suit interaktiv durch Muskelanspannungs- und Atemtechniken, um eine verbesserte kardiologische Leistung – und damit einen g-Schutz – zu erzielen.

## Gemeinsamkeiten der Druckluft- und Flüssigkeitssysteme
Obwohl beide Systeme eine erhebliche Erhöhung der g-Resistenz bieten, werden erst durch die Kombination von Maßnahmen des Piloten (zum Beispiel Muskelanspannung) und der technischen Ansätze optimale Ergebnisse erzielt. Einschränkungen bleiben jedoch durch die individuelle und tagesformabhängige Toleranz bestehen. 
Ein weiterer Schwachpunkt ist die Halswirbelsäule, die die Last der Kräfte, die auf den Kopf mit Fliegerhelm wirken, aufnehmen muss. Sie wird nicht durch Anti-g-Anzüge unterstützt.
Ein Nachteil vor allem der Ganzkörperanzüge ist, dass sie große Körperflächen bedecken. Dies führt zu einer eingeschränkten Bewegungsfreiheit und kann durch die schlecht ableitbare Körperwärme zu einer Überhitzung – und somit zu Erschöpfung – führen. Modifikationen der Anti-g-Anzüge, im einfachsten Fall durch Aussparungen im Stoff oder in aufwändigen Systemen durch eine Einarbeitung von Kühlsystemen sind somit erforderlich.

## Neue Entwicklungen
Derzeit entwickelte Fliegerbekleidungen sind zunehmend Mehrzweckanzüge, die neben der reinen Unterstützung bei hohen g-Belastungen auch Funktionen wie einen teilweisen Höhenschutz, ABC-, Kälte-, Hitze- und Flammschutz bieten sollen.